# الرعاية الصحية في مصر

مَأْمولُ الحَياة عند الولادة في مصر

تتكون الرعاية الصحية في مصر من القطاعين العام والخاص. يتم تقديم تغطية الصحة العامة من خلال وزارة الصحة، التي تدير سلسلة من المرافق الطبية التي تقدم خدمات صحية مجانية. هناك نوعان من شركات التأمين الخاصة. تغطي الهيئة العامة للتأمين الصحي الأشخاص العاملين والطلاب والأرامل من خلال الأقساط المستقطعة من رواتب الموظفين وجداول أصحاب العمل. وهي تدير شبكتها الخاصة من المرافق الطبية وفي بعض الأحيان تتعاقد مع مزودي الرعاية الصحية الخاصين. تعمل منظمة الرعاية العلاجية في مؤسسات حكومية محددة، وتتعاقد مع كيانات أخرى لتوفير الرعاية. هناك أيضا خيارات التأمين الخاصة، وشبكة من مقدمي الرعاية الصحية الخاصة والمرافق الطبية. بالإضافة إلى إدارة العديد من المساجد عيادات خاصة بها، خاصة في المدن الكبيرة. تقدم العديد من الكنائس عيادات مدعومة أو مجانية.
الرعاية الطبية التي يقدمها نظام التأمين الصحي العام هي عادة ذات نوعية رديئة. من المعروف أن المستشفيات الحكومية تعج بالإهمال وتوفر الحد الأدنى من الرعاية بشكل عام. يستخدم حوالي 6% فقط من المصريين الذين تغطيهم هيئة التأمين الصحي بالفعل خدماتها بسبب عدم الرضا عن مستوى الخدمات التي تمولها. في 2008/2009، تم دفع 72% من النفقات الصحية في مصر من جيب من قبل أشخاص يسعون للعلاج.
تعمل مصر حاليًا على إصلاح نظام الرعاية الصحية العامة لتحسين جودتها. تمت الموافقة على مشروع قانون في أكتوبر 2017 من شأنه أن يزيد مساهمة المواطنين من 4% من الأجور الحالية إلى 5%، مع 4% أن تدفع من قبل أرباب العمل و1% من قبل الموظفين. تشعر النقابة الطبية المصرية بالقلق من أن هذا قد يؤدي إلى خصخصة المستشفيات العامة، خاصة تلك التي قد لا تفي بمعايير الجودة المنصوص عليها في القانون الجديد. يقولون 20% فقط من المستشفيات الحكومية 660 ملتزمون بمعايير السلامة ومكافحة العدوى.
رواتب الأطباء في مصر منخفضة. تتراوح الرواتب الشهرية بين 1,218 جنيهًا مصريًا (69 دولارًا) و6,365 جنيهًا مصريًا (361 دولارًا) شهريًا. من بين أعضاء نقابة الأطباء المصرية حوالي ثلثهم فقط يعملون في البلاد.